# Aussillon
Aussillon é uma comuna francesa na região administrativa da Occitânia, no departamento de Tarn. Estende-se por uma área de 10.26 km², e possui 5.856 habitantes, segundo o censo de 2018, com uma densidade de 570 hab/km².